# Dasymys
Dasymys és un gènere de rosegadors semiaquàtics de la subfamília dels murins, endèmics de l'Àfrica.

## Distribució i hàbitat
Aquests rosegadors són originaris de l'Àfrica subsahariana, on la seva àrea de distribució s'estén des del Senegal i Etiòpia al nord, fins a Sud-àfrica al sud. Viuen sobretot en hàbitats humits com pantans o canyissars, encara que també poden viure en boscos o sabanes. Poden arribar a viure fins al 4.000 msnm.

## Descripció
Les espècies d'aquest gènere es caracteritzen per tractar-se de rosegadors de mida mitjana, amb longitud conjunta del cap i el cos d'entre 11 i 19 centímetres, i una cua que fa entre 7,6 i 18,5 centímetres. El pes varia entre 50 i 150 grams, podent arribar als 165 grams.
El crani té un rostre curt i robust, els arcs superciliars ben desenvolupats i els ossos nasals amples. El paladar és molt estret i té forats llargs i estrets. Els incisius són grans, mentre que els molars són petits i tenen cúspides grans. Li manquen els canins i els premolars. El pavelló auricular és relativament petit. El cos és rabassut i robust, i té una aparença lleugerament aplanada. Els ulls són relativament petits i les orelles són petites i rodones. Els peus són amples i tenen sis coixinets. Els tres dits centrals són allargats, mentre que els altres són relativament més curts, una adaptació a una vida semi-aquàtica. Les potes davanteres tenen el polze i el dit petit molt petits. La cua és generalment més curta que el cap i el cos. Les femelles tenen un parell de mamelles pectorals i dos parells inguinals.
El pelatge, que varia de color entre el marró verdós i el gris fosc a les parts superiors i blanc o marró clar a les parts inferiors, està format per pels generalment llargs, suaus i brillants. La cua és gairebé completament nua o esquitxada d'uns pocs pèls.

## Ecologia
Es tracta d'espècies majoritàriament nocturnes i terrestres, que neden bé, però no grimpen als arbres. Construeixen caus de gespa de fins a 2 metres de longitud. S'alimenten principalment d'una gran quantitat de plantes aquàtiques, i en menor mesura d'insectes.

## Taxonomia
Aquest gènere va ser descrit per primer cop per Wilhelm Peters el 1876 com un gènere monotípic format només per Dasymys nudipes. Encara que el nombre d'espècies varia en funció de la font, recents investigacions avalen fins a 14 espècies. La UICN només reconeix 5 espècies, mentre que l'ITIS i MSW en reconeixen 9.

### Espècies
- Dasymys capensis[6]
- Dasymys foxi
- Dasymys griseifrons[6]
- Dasymys incomtus[7]
- Dasymys longipilosus[6]
- Dasymys montanus
- Dasymys nudipes
- Dasymys robertsii[6]
- Dasymys rufulus

## Estat de conservació
De les cinc espècies reconegudes per la UICN, D. montanus està catalogada en perill, mentre que D. foxi i D. nudipes estan catalogades amb dades insuficients.